# Epiphragma histrio
Epiphragma histrio är en tvåvingeart som beskrevs av Ignaz Rudolph Schiner 1868. Epiphragma histrio ingår i släktet Epiphragma och familjen småharkrankar.
Artens utbredningsområde är Venezuela. Inga underarter finns listade i Catalogue of Life.